# Burg Wartenberg (Geisingen)
Die Burg Wartenberg ist die Ruine einer Höhenburg auf der 810 m ü. NHN hohen bewaldeten Kuppe des Wartenbergs, dem nördlichsten Hegauvulkan, zwei Kilometer westlich der baden-württembergischen Stadt Geisingen im Landkreis Tuttlingen.

## Geschichte

Wappen der Wartenberger

Die Anlage war der Stammsitz der Herren von Geisingen, die sich später nach dieser Burg „von Wartenberg“ nannten und eines der bedeutendsten Adelsgeschlechter der Region waren. Als erstes Mitglied dieser Familie wurde „Cono miles de Gisingen“ am 2. Februar 1095 urkundlich erwähnt. Das Wappentier der Wartenberger ist ein stehender Löwe. Er findet sich heute noch in einigen Ortswappen der Gegend, so von Geisingen (ergänzt durch den fürstenbergischen Adler), Öfingen (Stadtteil von Bad Dürrheim), und Fürstenberg (Stadtteil von Hüfingen).
Weshalb die kleine Anlage zur Ruine verfiel, ist nicht geklärt. Womöglich wurde sie von ihren Besitzern aufgegeben, da bereits im 13. Jahrhundert rund 100 Meter östlich davon auf dem Berggipfel eine neue Burg erbaut worden war. Die „Alte Burg“ ging im 15. Jahrhundert ab.
Graf Heinrich von Fürstenberg heiratete am 29. März 1307 Verena, Gräfin von Freiburg, die Tochter des Grafen Heinrich von Freiburg-Badenweiler und der Anna von Wartenberg. Über sie gelangte die Burg Wartenberg an die Fürstenberger.
Die „Neue Burg“ ließ der fürstenbergische Beamte, Freiherr von Lassolaye, im Jahr 1780 abtragen und an ihrer Stelle ein Lustschloss errichten. Mit dem Regierungsantritt von Fürst Joseph Maria Benedict von Fürstenberg (1758–1796) im Jahre 1783 kaufte dieser den Wartenberg zurück und ließ einen Landschaftspark im Stil eines englischen Gartens anlegen.

## Beschreibung

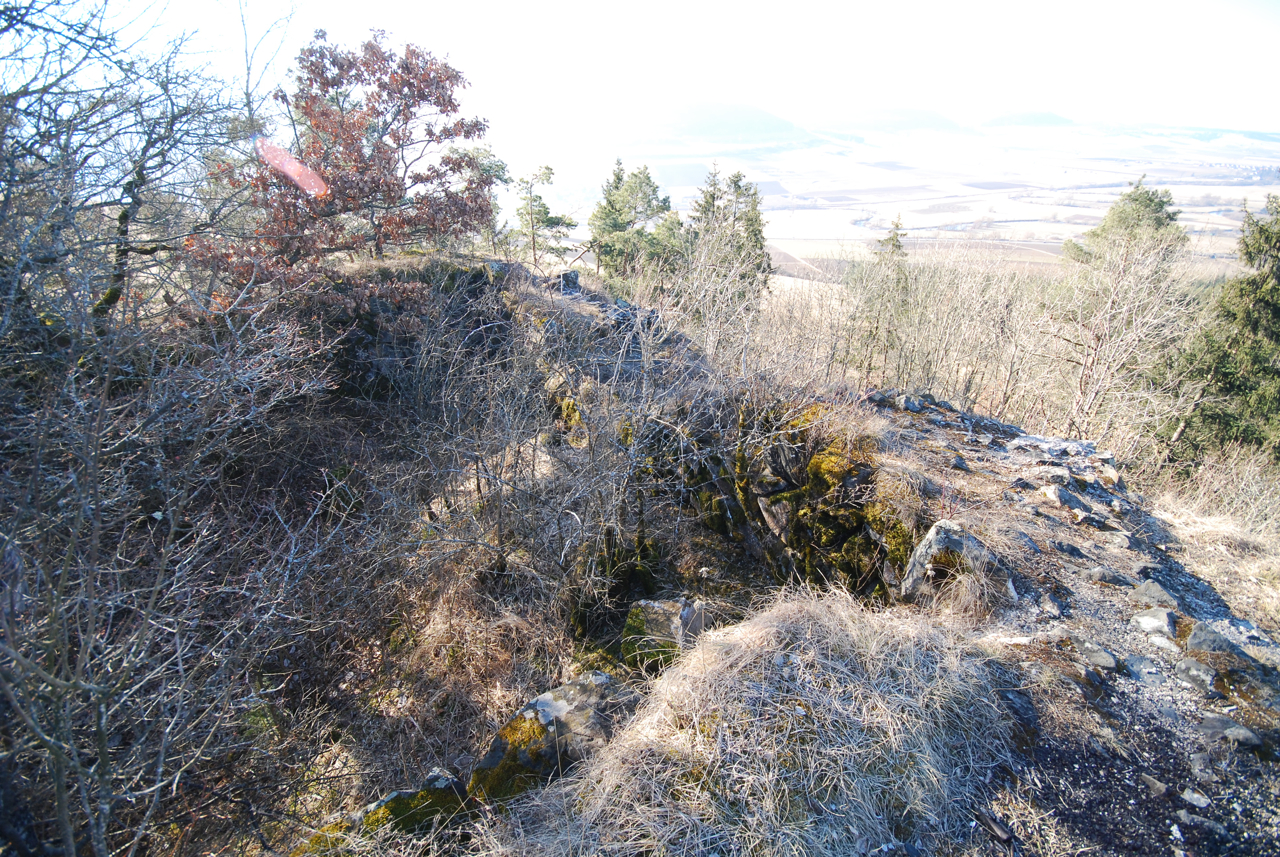
Mauerreste

Die ehemalige Burg bestand nur aus einem 13-mal 22 Meter messenden Wohnturm aus Basaltquadern, der 1140 erbaut wurde und dessen Mauern über drei Meter stark waren. Umgeben war der Turm von einer heute noch fünf Meter hohen Umfassungsmauer.